# Charisma
Charisma (řec. χάρισμα obdarování, projev přízně) je zvláštní dar nebo rys osobní přitažlivosti a kouzla. Původně náboženský pojem se používá i ve společenských vědách, v managementu a podobně.
Odtud charismatický, opírající se o takové mimořádné schopnosti, vyzařující charisma.

## Význam

### Náboženství
Pojem charisma vznikl v židovsko-křesťanské tradici, vyskytuje se u Filóna Alexandrijského a pak zejména u svatého Pavla. Označuje nápadné a mimořádné schopnosti, které věřící dostávají od Boha ke prospěchu církevní obce, a to podle Ježíšova příslibu "znamení" (Mk 16, 17 (Kral, ČEP)). Apoštol Pavel takové schopnosti oceňuje, zároveň ale varuje před jejich přeceněním: i mimořádné dary mají cenu, jen když prospívají ostatním (1Kor 12, 10 (Kral, ČEP)).
Od poloviny 20. století se uvnitř křesťanských obcí a církví opět objevují skupiny „charismatiků“, věřících, kteří projevují zvláštní schopnosti (zejména tzv. glosolálie, mluvení jazyky). Od roku 1960 v protestantských církvích v USA a od roku 1967 i v římskokatolické církvi, zejména v Latinské Americe vznikají poměrně rozsáhlá hnutí charismatické obnovy. V současné době se počty věřících křesťanských charismatických skupin odhadují na stovky milionů.
Pojmu charisma odpovídají obdobné pojmy v jiných náboženských tradicích, například aura v řeckém pohanství, baraka v islámském súfismu, baruch v judaismu nebo daršan v hinduismu.

### V sociologii
V sociologii použil Max Weber označení „charismatické panství“ pro způsob vlády, založený zcela na mimořádných schopnostech vůdce a na jejich víceméně nadšeném uznání ostatními.
“O platnosti charismatu rozhoduje svobodné a oddané uznání ovládaných. To vyrůstá z – původně vždy zázračného - osvědčení vůdce, jeho zjevení a mimořádných činů. Pravé charisma však nedává vůdci legitimitu, nýbrž podřízení je vnímají jako povinnost uznat a přijmout jeho kvality, a to ryze osobní oddaností.“
Pokud se charismatické panství osvědčí a udrží, dostaví se časem jisté zevšednění a z mimořádného „charismatického panství“ se vyvine panství tradiční nebo racionální. Vytvoří si pravidla a instituce, zejména způsob předávání vlády, v charismatickém panství velmi obtížný. Je velmi pravděpodobné, že něčím podobným kdysi začínaly dnešní státy a charismatické rysy měla řada revolucionářů. Podle německého sociologa D. Kaeslera lze tento Weberův model použít i pro výklad Hitlerova vzestupu k moci. Ješa'jahu Leibowitz vyjádřil názor, že Adolf Hitler byl v dějinách lidstva po této stránce skutečně nejcharismatičtější osobností, přičemž před ním mohl být za takovou osobnost považován snad jen Alexandr Veliký.

### V psychologii
Tento pojem je jen velice obtížně definovatelný. S jistotou ale můžeme říci, že charisma je výjimečná vlastnost osobnosti člověka, který se vyznačuje osobním kouzlem a přitažlivostí. Takový člověk má vysoce vyvinuté komunikační a přesvědčovací schopnosti, kterými dokáže ovlivňovat ostatní lidi a budit jejich nadšení. Podle britského psychologa R. Wisemanna se charismatická osobnost vyznačuje velkou vnímavostí pro emoce druhých, mimořádnou schopností takové emoce vyvolávat a značnou odolností proti ovlivnění druhými.
Význam charismatu pro vedení a management zdůrazňují v poslední době různé školy. Podle školy Transformational leadership je tvoří „čtyři I“: Idealizovaný vliv, inspirační motivace, intelektuální stimulace a individuální pozornost k podřízeným.